# Campeonato Europeo de Atletismo Sub-23 de 2017
El XI Campeonato Europeo de Atletismo Sub-23 se celebró en la ciudad de Bydgoszcz, Polonia, del 13 al 16 de julio de 2017. Fue la segunda vez en que esta competición se celebró en Bydgoszcz, tras la edición de 2003.

## Resultados

### Masculino
| Evento                  | Oro                                                                                       | Oro      | Plata | Plata       | Bronce                                                                                            | Bronce   |
| ----------------------- | ----------------------------------------------------------------------------------------- | -------- | --- | ----------- | ------------------------------------------------------------------------------------------------- | -------- |
| 100 metros              | Ojie Edoburun Reino Unido                                                                 | 10.14    | Ján Volko · Eslovaquia | 10.18       | Jonathan Quarcoo · Noruega                                                                        | 10.29    |
| 200 metros              | Ján Volko · Eslovaquia                                                                    | 20.33    | Gautier Dautremer Francia                                                                                                 | 20.66       | Roger Gurski · Alemania                                                                           | 20.70    |
| 400 metros              | Luka Janežič Eslovenia                                                                    | 45.33    | Karsten Warholm · Noruega                                                                                                 | 45.75       | Benjamin Lobo Vedel Dinamarca                                                                     | 46.08    |
| 800 metros              | Andreas Kramer · Suecia                                                                   | 1:48.15  | Daniel Rowden Reino Unido                                                                                                 | 1:48.16     | Marc Reuther · Alemania                                                                           | 1:48.66  |
| 1500 metros             | Marius Probst · Alemania                                                                  | 3:49.06  | Filip Sasínek · República Checa                                                                                           | 3:49.23     | Michał Rozmys · Polonia                                                                           | 3:49.30  |
| 5000 metros             | Yemaneberhan Crippa · Italia                                                              | 14:14.28 | Simon Debognies · Bélgica                                                                                                 | 14:14.71    | Carlos Mayo · España                                                                              | 14:15.07 |
| 10000 metros            | Carlos Mayo · España                                                                      | 29:28.06 | Amanal Petros · Alemania                                                                                                  | 29:34.94    | Emmanuel Roudolff-Lévisse Francia                                                                 | 29:42.85 |
| 110 metros vallas       | Ludovic Payen Francia                                                                     | 13.49    | Khai Riley-Laborde Reino Unido                                                                                            | 13.65       | Dylan Caty Francia                                                                                | 13.66    |
| 400 metros vallas       | Karsten Warholm · Noruega                                                                 | 48.37    | Dany Brand · Suiza | 49.14 NU23B | Ludvy Vaillant Francia                                                                            | 49.31    |
| 3000 metros obstáculos  | Yohanes Chiappinelli · Italia                                                             | 8:34.33  | Ahmed Abdelwahed · Italia                                                                                                 | 8:37.02     | Jamaine Coleman Reino Unido                                                                       | 8:40.44  |
| Relevo 4 × 100 metros   | Alemania · Roger Gurski · Kai Köllmann · Philipp Trutenat · Daniel Hoffmann · Deniz Almas | 39.11    | Reino Unido Theo Etienne Kyle de Escofet Reuben Arthur Ojie Edoburun                                                      | 39.11       | Finlandia · Willem Kajander · Oskari Lehtonen · Samuli Samuelsson · Aleksi Lehto                  | 39.70    |
| Relevo 4 × 400 metros   | Reino Unido Lee Thompson Ben Snaith Sam Hazel Cameron Chalmers Thomas Somers              | 3:03.65  | Polonia · Wiktor Suwara · Przemysław Waściński · Kajetan Duszyński · Dariusz Kowaluk · Cezary Mirosław · Łukasz Smolnicki | 3:04.22     | Francia Victor Coroller Gilles Biron Étienne Merville Ludvy Vaillant Adrien Coulibaly Hugo Houyez | 3:05.24  |
| 20 km marcha            | Diego García Carrera · España                                                             | 1:22:29  | Karl Junghannß · Alemania                                                                                                 | 1:22:52     | Gabriel Bordier Francia                                                                           | 1:23:03  |
| Salto de altura         | Dzmitry Nabokau · Bielorrusia                                                             | 2.24     | Christian Falocchi · Italia                                                                                               | 2.24        | Viktor Lonskyy · Ucrania                                                                          | 2.24     |
| Salto con pértiga       | Ben Broeders · Bélgica                                                                    | 5.60     | Axel Chapelle Francia | 5.60        | Adrián Vallés · España                                                                            | 5.50     |
| Salto de longitud       | Vladyslav Mazur · Ucrania                                                                 | 8.04 =EL | Filippo Randazzo · Italia                                                                                                 | 7.98w       | Thobias Nilsson Montler · Suecia                                                                  | 7.96     |
| Triple salto            | Nazim Babayev Azerbaiyán                                                                  | 17.18 EL | Simo Lipsanen · Finlandia                                                                                                 | 17.14       | Max Heß · Alemania                                                                                | 16.68    |
| Lanzamiento de peso     | Konrad Bukowiecki · Polonia                                                               | 21.59 EL | Denzel Comenentia · Países Bajos                                                                                          | 19.86       | Sebastiano Bianchetti · Italia                                                                    | 19.69    |
| Lanzamiento de disco    | Sven Martin Skagestad · Noruega                                                           | 61.00    | Alin Alexandru Firfirică · Rumania                                                                                        | 60.17       | Clemens Prüfer · Alemania                                                                         | 60.08    |
| Lanzamiento de martillo | Bence Halász · Hungría                                                                    | 73.30    | Bence Pásztor · Hungría                                                                                                   | 71.51       | Alexej Mikhailov · Alemania                                                                       | 70.60    |
| Lanzamiento de jabalina | Norbert Rivasz-Tóth · Hungría                                                             | 83.08    | Ioannis Kiriazis · Grecia                                                                                                 | 81.04       | Andrian Mardare Moldavia                                                                          | 78.76    |
| Decatlón                | Jiří Sýkora · República Checa                                                             | 8084     | Fredrik Samuelsson · Suecia                                                                                               | 8010        | Elmo Savola · Finlandia                                                                           | 7956     |

1. 1 2 3 4 5 6  Solo participó en las series, aunque recibió medalla igualmente

### Femenino
| Evento                  | Oro                                                                                      | Oro      | Plata                                                                             | Plata         | Bronce                                                                       | Bronce   |
| ----------------------- | ---------------------------------------------------------------------------------------- | -------- | --------------------------------------------------------------------------------- | ------------- | ---------------------------------------------------------------------------- | -------- |
| 100 metros              | Ewa Swoboda · Polonia                                                                    | 11.42    | Krystsina Tsimanouskaya · Bielorrusia                                             | 11.54         | Sina Mayer · Alemania                                                        | 11.58    |
| 200 metros              | Finette Agyapong Reino Unido                                                             | 22.87    | Sarah Atcho · Suiza                                                               | 22.90         | Yana Kachur · Ucrania                                                        | 23.20    |
| 400 metros              | Gunta Latiševa-Čudare Letonia                                                            | 52.00    | Laura Müller · Alemania                                                           | 52.42         | Laura de Witte · Países Bajos                                                | 52.51    |
| 800 metros              | Renée Eykens · Bélgica                                                                   | 2:04.73  | Aníta Hinriksdóttir Islandia                                                      | 2:05.02       | Hannah Segrave Reino Unido                                                   | 2:05.53  |
| 1500 metros             | Konstanze Klosterhalfen · Alemania                                                       | 4:10.30  | Sofia Ennaoui · Polonia                                                           | 4:13.54       | Martyna Galant · Polonia                                                     | 4:17.91  |
| 5000 metros             | Yasemin Can Turquía                                                                      | 15:01.67 | Alina Reh · Alemania                                                              | 15:10.57      | Sarah Lahti · Suecia                                                         | 15:14.17 |
| 10000 metros            | Yasemin Can Turquía                                                                      | 31:39.80 | Sarah Lahti · Suecia                                                              | 32:46.91      | Büşra Nur Koku Turquía                                                       | 33:33.22 |
| 100 metros vallas       | Nadine Visser · Países Bajos                                                             | 12.92    | Elvira Herman · Bielorrusia                                                       | 12.95         | Luca Kozák · Hungría                                                         | 13.06    |
| 400 metros vallas       | Ayomide Folorunso · Italia                                                               | 55.82    | Jessica Turner Reino Unido                                                        | 56.08         | Arna Stefanía Gudmundsdóttir Islandia                                        | 56.37    |
| 3000 metros obstáculos  | Anna Emilie Møller Dinamarca                                                             | 9:43.05  | Nataliya Strebkova · Ucrania                                                      | 9:44.52 NU23B | Emma Oudiou Francia                                                          | 9:50.30  |
| Relevo 4 × 100 metros   | España · Paula Sevilla · Ane Petrirena · Lara Gómez · Cristina Lara                      | 43.96    | Francia Maroussia Paré Cynthia Leduc Fanny Peltier Amandine Brossier              | 44.06         | Suiza · Riccarda Dietsche · Sarah Atcho · Ajla Del Ponte · Géraldine Frey    | 44.07    |
| Relevo 4 × 400 metros   | Polonia · Dominika Muraszewska · Adrianna Janowicz · Mariola Karaś · Aleksandra Gaworska | 3:29.66  | Alemania · Hendrikje Richter · Laura Müller · Nelly Schmidt · Hannah Mergenthaler | 3:30.18       | Ucrania · Dariya Stavnycha · Yana Kachur · Tetyana Melnyk · Kateryna Klymyuk | 3:30.22  |
| 20 km marcha            | Klavdiya Afanasyeva Atletas Neutrales Autorizados                                        | 1:31:15  | María Pérez · España                                                              | 1:31:29       | Živilė Vaiciukevičiūtė · Lituania                                            | 1:32:21  |
| Salto de altura         | Yuliya Levchenko · Ucrania                                                               | 1.96 =EL | Iryna Herashchenko · Ucrania                                                      | 1.92          | Erika Furlani · Italia                                                       | 1.86     |
| Salto con pértiga       | Angelica Moser · Suiza                                                                   | 4.55     | Maryna Kylypko · Ucrania                                                          | 4.45          | Lucy Bryan Reino Unido                                                       | 4.40 =   |
| Salto de longitud       | Yanis David Francia                                                                      | 6.56     | Anna Bühler · Alemania                                                            | 6.50          | Maryna Bekh · Ucrania                                                        | 6.48     |
| Triple salto            | Elena Panțuroiu · Rumania                                                                | 14.27    | Ana Peleteiro · España                                                            | 14.19         | Rouguy Diallo Francia                                                        | 13.99w   |
| Lanzamiento de peso     | Fanny Roos · Suecia                                                                      | 18.14    | Klaudia Kardasz · Polonia                                                         | 17.67         | Alina Kenzel · Alemania                                                      | 17.46    |
| Lanzamiento de disco    | Claudine Vita · Alemania                                                                 | 61.79    | Daria Zabawska · Polonia                                                          | 59.08         | Veronika Domjan Eslovenia                                                    | 58.48    |
| Lanzamiento de martillo | Alyona Shamotina · Ucrania                                                               | 67.46    | Camille Sainte-Luce Francia                                                       | 66.98         | Beatrice Nedberge Llano · Noruega                                            | 66.74    |
| Lanzamiento de jabalina | Sara Kolak · Croacia                                                                     | 65.12    | Anete Kociņa Letonia                                                              | 64.47         | Marcelina Witek · Polonia                                                    | 63.03    |
| Heptatlón               | Caroline Agnou · Suiza                                                                   | 6330     | Verena Preiner · Austria                                                          | 6232 NU23B    | Celina Leffler · Alemania                                                    | 6070     |

## Medallero
| Núm. | País                          | Oro | Plata | Bronce | Total |
| ---- | ----------------------------- | --- | ----- | ------ | ----- |
| 1    | Alemania                      | 4   | 6     | 8      | 18    |
| 2    | Reino Unido                   | 3   | 4     | 3      | 10    |
| =    | Polonia                       | 3   | 4     | 3      | 10    |
| 4    | Ucrania                       | 3   | 3     | 4      | 10    |
| 5    | Italia                        | 3   | 3     | 2      | 8     |
| 6    | España                        | 3   | 2     | 2      | 7     |
| 7    | Francia                       | 2   | 4     | 7      | 13    |
| 8    | Suecia                        | 2   | 2     | 2      | 6     |
| 9    | Suiza                         | 2   | 2     | 1      | 5     |
| 10   | Noruega                       | 2   | 1     | 2      | 5     |
| 11   | Hungría                       | 2   | 1     | 1      | 4     |
| 12   | Bélgica                       | 2   | 1     | 0      | 3     |
| 13   | Turquía                       | 2   | 0     | 1      | 3     |
| 14   | Bielorrusia                   | 1   | 2     | 0      | 3     |
| 15   | Países Bajos                  | 1   | 1     | 1      | 3     |
| 16   | Eslovaquia                    | 1   | 1     | 0      | 2     |
| =    | Letonia                       | 1   | 1     | 0      | 2     |
| =    | República Checa               | 1   | 1     | 0      | 2     |
| =    | Rumania                       | 1   | 1     | 0      | 2     |
| 20   | Dinamarca                     | 1   | 0     | 1      | 2     |
| =    | Eslovenia                     | 1   | 0     | 1      | 2     |
| 22   | Azerbaiyán                    | 1   | 0     | 0      | 1     |
| =    | Croacia                       | 1   | 0     | 0      | 1     |
| =    | Atletas Neutrales Autorizados | 1   | 0     | 0      | 1     |
| 25   | Finlandia                     | 0   | 1     | 2      | 3     |
| 26   | Islandia                      | 0   | 1     | 1      | 2     |
| 27   | Austria                       | 0   | 1     | 0      | 1     |
| =    | Grecia                        | 0   | 1     | 0      | 1     |
| 29   | Lituania                      | 0   | 0     | 1      | 1     |
| =    | Moldavia                      | 0   | 0     | 1      | 1     |

## Récords

### Mejores marcas mundiales sub-23
En el transcurso del campeonato no se superó ninguna mejor marca mundial ni europea sub-23.

### Récords del campeonato
En el transcurso del campeonato se batieron seis récords de los Campeonatos Europeos de Atletismo Sub-23:
| Atleta            | Nación     | Prueba                        | Marca    | Ronda        | Fecha       |
| ----------------- | ---------- | ----------------------------- | -------- | ------------ | ----------- |
| Konrad Bukowiecki | Polonia    | Lanzamiento de peso masculino | 21.26    | Calificación | 13 de julio |
| Konrad Bukowiecki | Polonia    | Lanzamiento de peso masculino | 21.59    | Final        | 14 de julio |
| Yasemin Can       | Turquía    | 10000 m femenino              | 31:39.80 | Final        | 14 de julio |
| Ján Volko         | Eslovaquia | 200 m masculino               | 20.33    | Final        | 15 de julio |
| Karsten Warholm   | Noruega    | 400 m vallas masculino        | 48.37    | Final        | 16 de julio |
| Yasemin Can       | Turquía    | 5000 m femenino               | 15:01.67 | Final        | 16 de julio |

### Mejores marcas de España sub-23
En el transcurso del campeonato se batió una mejor marca española sub-23:
| Atleta       | Prueba                        | Marca | Ronda | Fecha       |
| ------------ | ----------------------------- | ----- | ----- | ----------- |
| June Kintana | Lanzamiento de disco femenino | 56.30 | Final | 14 de julio |

1. ↑  La IAAF y la AEA solo consideran récords los obtenidos en categorías sub-20 o absoluta; en otras categorías de edad se consideran mejores marcas.